# جوزيب ماريا مارجال
جوزيب ماريا مارجال (بالإسبانية: Josep Maria Margall)‏ هو لاعب كرة سلة إسباني سابق. مثّل منتخب إسبانيا لكرة السلة في 187 مباراة. شارك في مسابقة كرة السلة في الألعاب الأولمبية الصيفية. لعب مع نادي جوفينتوت بادالونا. فاز بالدوري الإسباني لكرة السلة مرة واحدة في موسم 1977-78.

## روابط خارجية
- جوزيب ماريا مارجال على موقع الاتحاد الدولي لكرة السلة (الإنجليزية)
- جوزيب ماريا مارجال على موقع الدوري الإسباني لكرة السلة (الإسبانية)
- جوزيب ماريا مارجال على موقع ريلجم (الإنجليزية)
- جوزيب ماريا مارجال على موقع بروبوليرز (الإنجليزية)
- جوزيب ماريا مارجال على موقع سبورتس رفرنس (الإنجليزية)
- جوزيب ماريا مارجال على موقع أوليمبيديا (الإنجليزية)